# Event Viewer
Event Viewer là một thành phần của dòng hệ điều hành Windows NT của Microsoft cho phép quản trị viên và người dùng xem nhật ký sự kiện trên máy cục bộ hoặc từ xa. Trong Windows Vista, Microsoft đã đại tu hệ thống sự kiện này.
Do báo cáo thường xuyên của Event Viewer về các lỗi khởi động và xử lý nhỏ (thực tế không gây hại hoặc làm hỏng máy tính), phần mềm thường được sử dụng bởi những kẻ lừa đảo hỗ trợ kỹ thuật để thuyết phục người dùng không quen với Event Viewer rằng máy tính của họ có lỗi nghiêm trọng yêu cầu hỗ trợ kỹ thuật ngay lập tức. Một ví dụ là trường "Administrative Events" trong "Custom Views" có thể có hơn một nghìn lỗi hoặc cảnh báo được ghi lại trong một tháng.

## Tổng quan
Windows NT đã ghi nhật ký sự kiện kể từ khi phát hành vào năm 1993. Các ứng dụng và thành phần hệ điều hành có thể sử dụng dịch vụ nhật ký tập trung này để báo cáo các sự kiện đã xảy ra, chẳng hạn như không khởi động được thành phần hoặc hoàn thành một hành động.
Trình xem sự kiện sử dụng ID của sự kiện để xác định các sự kiện có thể nhận dạng duy nhất mà máy tính Windows có thể gặp phải. Ví dụ: khi xác thực người dùng không thành công, hệ thống có thể tạo ID sự kiện 672.
Windows NT 4.0 đã thêm hỗ trợ để xác định "nguồn sự kiện" (tức là ứng dụng tạo sự kiện) và thực hiện sao lưu nhật ký.
Windows 2000 đã thêm khả năng cho các ứng dụng tạo nguồn nhật ký của riêng mình ngoài ba tệp nhật ký "Hệ thống", "Ứng dụng" và "Bảo mật" do hệ thống xác định. Windows 2000 cũng thay thế Trình xem sự kiện của NT4 bằng snap-in Microsoft Management Console (MMC).